# بخش اولمستد (شهرستان کویاهوگا، اوهایو)
بخش اولمستد (به انگلیسی: Olmsted Township) یک منطقهٔ مسکونی در ایالات متحده آمریکا است که در شهرستان کویاهوگا، اوهایو واقع شده‌است.
 بخش اولمستد ۲۵٫۹ کیلومتر مربع مساحت و ۱۳٬۵۱۳ نفر جمعیت دارد و ۲۳۸ متر بالاتر از سطح دریا واقع شده‌است.